# Маруф аль-Кархи
Маруф ибн Фируз аль-Кархи (перс. معروف بن فيروز الكرخي‎, Maʿrūf ibn Fīrūz al-Karkhī) — суфийский мусульманский богослов.

## Биография
Маруф родился в районе Васит или Карх в Багдаде. Согласно некоторым источникам, он имеет мандейское происхождение. Его отца звали Фируз, что говорит о его персидском происхождении. Персидский поэт Аттар рассказывает в своем произведении «Рассказы о Святых», что Маруф принял ислам в молодом возрасте от после встречи с Али ар-Риды, так как он отверг все формы многобожия. Предание рассказывает, что он немедленно пошёл и рассказал об этом своему отцу и матери, которые обрадовались его решению и сами стали мусульманами. Приняв ислам, Маруф стал учеником Дауда ат-Таи и подвергся суровому испытанию своего ученичества. Однако Маруф остался стойким и показал себя настолько набожным, что его праведность стала местной известностью. Известно также, что Маруф имел близкие отношения с Ахмадом ибн Ханбалом, в котором ибн Ханбал, как сообщается, сказал: «Истинное знание – это только то, чего достиг Маруф».На Маруфа аль-Кархи большое влияние oказал Фукайим ибн Якуб ас-Субхи.
Маруф не был женат.

## Суфийская традиция
В суфизме последователи ордена Маруфи связаны с Маруфом Кархи. Таким образом, Маруф образует предпоследнее звено в так называемой «Золотой Цепи», линии посвящения, которая образует непрерывную цепь к Мухаммеду. Маруф, будучи учеником Али ар-Ридхи, входил в эту линию, в то же время сохраняя учения своего учителя Дауда Таи и, таким образом, являясь его преемником. Суфии высоко почитают Маруфа за многочисленные духовные цепи, которые переплетаются в его учениях.